# Накано, Синдзи
Синдзи Нака́но (яп. 中野信治 Накано Синдзи, род. 1 апреля 1971, Осака)  — потомственный японский автогонщик, принимал участие в «Формуле-1». Чемпион Азиатской серии Ле-Ман в классе LMP1 (2009).

## Биография
Происходит из автоспортивной семьи: его отец Цунэхару регулярно принимал участие в кузовных гонках на национальном уровне, а в 1979-1981-м годах провёл несколько десятков гонок в японской «Формуле-3».
Вынужденно ограничив свою гоночную карьеру во второй половине 2000-х годов, Синдзи Накано стал сотрудничать с различными автоспортивными СМИ: работая как для телевидения, так и для печатных изданий. Также сотрудничает с рядом гоночных школ, читая курсы лекций по определённым дисциплинам.
В 1984 году Накано впервые попробовал себя за рулём карта, в следующие несколько раз выигрывал сначала ряд гонок в Японии, а позже отмечается несколькими титулами на международной арене. В 1989 году участвовал в национальном чемпионате «Формулы-3», затем в участвовал в Европе в полулюбительских чемпионатах. К 1992 году вернулся на родину, где несколько лет выступал в национальных чемпионатах «Формулы-3» и «Формулы-3000», проводя в этот период шесть десятков стартов, но добивших в них лишь одной победы и завоевав одно призовое место личного зачёта по итогам года (оба достижения пришлись на японскую «Формулу-3» в 1994 году). Завязав отношения с автоспортивными программами различных производителей, Накано устроился гонщиком-испытателем в коллектив Dome, сначала гоняясь за них в японской «Формуле-3000», а затем став тест-пилотом в их программе прихода в «Формулу-1». Проект так и не стал реальной командой чемпионата мира, но Накано неплохо проявил себя при доработки техники и накануне сезона-1997, пользуясь появившимися связями в партнёре Dome — Mugen Motorsports, устроился в преобразованную команду Ligier F1, выкупленную в этот период Аленом Простом.
И опытный Оливье Панис, и дебютант Ярно Трулли оказывались намного быстрее Накано. В конце сезона Прост затеял смену поставщика моторов, а параллельно, имея стабильное финансирование, решил отказаться и от услуг Накано и его спонсоров, посадив во вторую машину отлично проявившего себя Трулли. Накано же на следующий год подписал контракт с командой Minardi, где проявил себя более стабильным и быстрым пилотом, чем юный аргентинец Эстебан Туэро, но имевшаяся под его рукой техника не позволила бороться за что-то выше, чем места в самом конце пелотона. 1999 год провёл на тестовой работе для Mugen Motorsports и Jordan Grand Prix, а затем покинул чемпионат мира.
На несколько лет остался в гонках на машинах с открытыми колёсами, при поддержке Honda найдя себе место в североамериканской серии CART. Здесь Накано провёл более пяти десятков стартов и три сезона, периодически отмечаясь неплохими гонками, но в целом показывая очень нестабильные результаты: за это время добившись лишь одного семнадцатого места в личном зачёте серии по итогам года. В 2003 году Накано провёл пару гонок в IRL IndyCar (в том числе стартуя в Indy 500), после чего окончательно покинул гонки формульного типа.
В 2004 году Накано вернулся в Японию, где провёл сезон в JGTC, а затем сосредоточился на гонках ле-мановских прототипов, следующие несколько лет регулярно стартуя в «24 часах Ле-Мана», а также участвуя в этапах различных партнёрских серий. В 2009 году Накано выиграл одну из них: вместе с Кристофом Тинсо принеся команде Анри Пескароло победу в классе LMP1 Азиатской серии Ле-Ман.

## Статистика результатов

### Сводная таблица
| 1989       | Японская Формула-3                              | Toda Racing                      | 8          | 0          | 0          | 0          | 0          | НК         |
| 1990       | Формула-Vauxhall Lotus                          | Christal Racing                  | н/д        | 1          | н/д        | н/д        | 78         | 5          |
| 1990       | Евросерия Формулы-Opel Lotus                    | Christal Racing                  | н/д        | 0          | 0          | 0          | 6          | 17         |
| 1991       | Евросерия Формулы-Opel Lotus                    | Paul Stewart Racing              | н/д        | 0          | 1          | 1          | 43         | 12         |
| 1992       | Японская Формула-3                              | Nakajima Racing                  | 10         | 0          | 0          | 0          | 0          | НК         |
| 1992       | Японская Формула-3000                           | Nakajima Racing                  | 11         | 0          | 0          | 0          | 0          | НК         |
| 1993       | Японская Формула-3                              | Super Nova Racing                | 11         | 0          | 1          | 1          | 26         | 5          |
| 1994       | Японская Формула-3                              | Shion F                          | 10         | 1          | 1          | 1          | 33         | 3          |
| 1994       | Японская Формула-3000                           | Team Nova Nakajima Racing        | 2          | 0          | 0          | 0          | 0          | НК         |
| 1995       | Японская Формула-3000                           | Speed Star Wheel Dome with Mugen | 9          | 0          | 0          | 0          | 6          | 11         |
| 1996       | Формула-Ниппон                                  | Avex Dome Mugen                  | 10         | 0          | 0          | 3          | 20         | 6          |
| 1996       | Формула-1                                       | Dome                             | тест-пилот | тест-пилот | тест-пилот | тест-пилот | тест-пилот | тест-пилот |
| 1997       | Формула-1                                       | Prost Grand Prix                 | 17         | 0          | 0          | 0          | 2          | 18         |
| 1998       | Формула-1                                       | Minardi F1                       | 16         | 0          | 0          | 0          | 0          | 18         |
| 1999       | Формула-1                                       | Jordan F1                        | тест-пилот | тест-пилот | тест-пилот | тест-пилот | тест-пилот | тест-пилот |
| 2000       | CART                                            | Walker Motorsport                | 17         | 0          | 0          | 0          | 12         | 23         |
| 2001       | CART                                            | Fernández Racing                 | 20         | 0          | 0          | 0          | 11         | 26         |
| 2002       | CART                                            | Fernández Racing                 | 19         | 0          | 0          | 1          | 43         | 17         |
| 2003       | IRL IndyCar                                     | Beck Motorsports                 | 2          | 0          | 0          | 0          | 35         | 29         |
| 2004       | Всеяпонский чемпионат GT — GT500                | Team Kunimitsu with Mooncraft    | 7          | 0          | 0          | 0          | 9          | 13         |
| 2004       | Всеяпонский чемпионат GT All-Star USA 200 GT500 | Team Kunimitsu with Mooncraft    | 1          | 0          | 0          | 0          | —          | 6          |
| 2005       | 24 часа Ле-Мана — LMP1                          | Courage Compétition              | 1          | 0          | 0          | 0          | —          | НФ         |
| 2006       | Серия Ле-Ман — LMP1                             | Courage Compétition              | 5          | 0          | 0          | 0          | 4          | 17         |
| 2006       | 24 часа Ле-Мана — LMP1                          | Courage Compétition              | 1          | 0          | 0          | 0          | —          | НФ         |
| 2007       | Серия Ле-Ман — LMP1                             | Creation Autosportif             | 2          | 0          | 0          | н/д        | 4          | 20         |
| 2007       | 24 часа Ле-Мана — LMP1                          | Creation Autosportif             | 1          | 0          | 0          | 0          | —          | НФ         |
| 2008       | Серия Ле-Ман — LMP1                             | Epsilon Euskadi                  | 2          | 0          | 0          | н/д        | 0          | НК         |
| 2008       | 24 часа Ле-Мана — LMP1                          | Epsilon Euskadi                  | 1          | 0          | 0          | 0          | —          | НФ         |
| 2009       | Азиатская серия Ле-Ман — LMP1                   | Sora Racing                      | 2          | 1          | 0          | 0          | 18         | 1          |
| 2011       | 24 часа Ле-Мана — LMP2                          | OAK Racing                       | 1          | 0          | 0          | 0          | —          | 5          |
| 2012       | FIA WEC — LMP2                                  | Boutsen Ginion Racing ADR-Delta  | 2          | 0          | 0          | 0          | 0          | НК         |
| 2012       | 24 часа Ле-Мана — LMP2                          | Boutsen Ginion Racing            | 1          | 0          | 0          | 0          | —          | 10         |
| 2013       | FIA WEC — LMP2                                  | Delta-ADR                        | 2          | 0          | 0          | 0          | 6          | 26         |
| 2013       | 24 часа Ле-Мана — LMP2                          | Delta-ADR                        | 1          | 0          | 0          | 0          | —          | НК         |
| 2013       | Азиатская серия Ле-Ман — GTE                    | Taisan Ken Endless               | 1          | 1          | 0          | 1          | 26         | 2          |
| 2014       | 24 часа Ле-Мана — GTE Am                        | Team Taisan                      | 1          | 0          | 0          | 0          | —          | 8          |
| 2016       | Азиатская серия Ле-Ман — LMP2                   | Race Performance                 | 3          | 2          | 1          | 1          | 51         | 3          |
| 2016       | Европейская серия Ле-Ман — LMP2                 | Race Performance                 | 1          | 0          | 0          | 0          | 2          | 16         |
| 2016       | FIA WEC — LMP2                                  | Race Performance                 | 1          | 0          | 0          | 0          | 0,5        | 32         |
| 2016       | 24 часа Ле-Мана — LMP2                          | Race Performance                 | 1          | 0          | 0          | 0          | —          | 17         |
| 2016       | Super GT — GT300                                | Team Taisan SARD                 | 1          | 0          | 0          | 0          | 0          | НК         |
| 2018       | Super GT — GT300                                | Team Taisan                      | 2          | 0          | 0          | 0          | 0          | НК         |
| Источники: |                                                 |                                  |            |            |            |            |            |            |

### Гонки формульного типа

#### «Формула-1»
| Легенда к таблице |                                                                    |
| --- | ------------------------------------------------------------------ |
| В таблице перечислены результаты всех Гран-при Формулы-1, в которых принимал участие гонщик. Строками таблицы являются сезоны, столбцами — этапы чемпионата мира. В каждой клетке указаны сокращённое название этапа и результат, дополнительно обозначенный цветом. Расшифровка обозначений и цветов представлена в нижеследующей таблице. |                                                                    |
| \| Пример \| Описание \| \| ------------ \| ------------------------------------------------------------------ \| \| 1 \| Победитель \| \| 2 \| Второе место \| \| 3 \| Третье место \| \| 5 \| Финишировал, заработав очки \| \| Сход \| Не финишировал, но при этом заработал очки \| \| 12 \| Финишировал, не получив очков \| \| НКЛ \| Финишировал, но не попал в финальную классификацию \| \| 15 \| Участвовал вне зачёта, либо по отдельной классификации \| \| 18 \| Не финишировал, но попал в финальную классификацию \| \| Сход \| Не финишировал \| \| НКВ \| Не прошёл квалификацию \| \| НПКВ \| Не прошёл предквалификацию \| \| ДСК \| Дисквалифицирован \| \| ИСК \| Исключён из протокола соревнований \| \| ТТ \| Заявлен для участия только в тренировках \| \| НС \| Участвовал в квалификации, но не стартовал в гонке \| \| Т \| Травмирован или болен \| \| ОТК \| Отказ от участия \| \| НТР \| Прибыл на соревнования, но на трассу не выезжал \| \| НПР \| Был заявлен в числе участников, но не прибыл к началу соревнований \| \| О \| Соревнования отменены \| \| \| Не участвовал \| \| Поул-позиция \| \| \| Быстрый круг \| \| |                                                                    |
| Пример | Описание                                                           |
| 1 | Победитель                                                         |
| 2 | Второе место                                                       |
| 3 | Третье место                                                       |
| 5 | Финишировал, заработав очки                                        |
| Сход | Не финишировал, но при этом заработал очки                         |
| 12 | Финишировал, не получив очков                                      |
| НКЛ | Финишировал, но не попал в финальную классификацию                 |
| 15 | Участвовал вне зачёта, либо по отдельной классификации             |
| 18 | Не финишировал, но попал в финальную классификацию                 |
| Сход | Не финишировал                                                     |
| НКВ | Не прошёл квалификацию                                             |
| НПКВ | Не прошёл предквалификацию                                         |
| ДСК | Дисквалифицирован                                                  |
| ИСК | Исключён из протокола соревнований                                 |
| ТТ | Заявлен для участия только в тренировках                           |
| НС | Участвовал в квалификации, но не стартовал в гонке                 |
| Т | Травмирован или болен                                              |
| ОТК | Отказ от участия                                                   |
| НТР | Прибыл на соревнования, но на трассу не выезжал                    |
| НПР | Был заявлен в числе участников, но не прибыл к началу соревнований |
| О | Соревнования отменены                                              |
| | Не участвовал                                                      |
| Поул-позиция |                                                                    |
| Быстрый круг |                                                                    |

| Сезон | Команда | Шасси        | Двигатель                    | Ш | 1        | 2        | 3        | 4        | 5        | 6        | 7     | 8        | 9      | 10     | 11       | 12       | 13     | 14       | 15       | 16       | 17     | Место | Очки |
| ----- | ------- | ------------ | ---------------------------- | - | -------- | -------- | -------- | -------- | -------- | -------- | ----- | -------- | ------ | ------ | -------- | -------- | ------ | -------- | -------- | -------- | ------ | ----- | ---- |
| 1997  | Prost   | Prost JS45   | Mugen-Honda MF-301HB 3,0 V10 | B | АВС 7    | БРА 14   | АРГ Сход | САН Сход | МОН Сход | ИСП Сход | КАН 6 | ФРА Сход | ВЕЛ 11 | ГЕР 7  | ВЕН 6    | БЕЛ Сход | ИТА 11 | АВТ Сход | ЛЮК Сход | ЯПО Сход | ЕВР 10 | 18    | 2    |
| 1998  | Minardi | Minardi M198 | Ford JD Zetec-R 3,0 V10      | B | АВС Сход | БРА Сход | АРГ 13   | САН Сход | ИСП 14   | МОН 9    | КАН 7 | ФРА 17   | ВЕЛ 8  | АВТ 11 | ГЕР Сход | ВЕН 15   | БЕЛ 8  | ИТА Сход | ЛЮК 15   | ЯПО Сход |        | 18    | 0    |